# Huernia quinta
Huernia quinta är en oleanderväxtart som först beskrevs av Phill., och fick sitt nu gällande namn av White och Sloane. Huernia quinta ingår i släktet Huernia och familjen oleanderväxter. Inga underarter finns listade i Catalogue of Life.